# Andrej Korneev
Andrej Nikolaevič Korneev (in russo Андрей Николаевич Корнеев?; Omsk, 10 gennaio 1974 – Mosca, 2 maggio 2014) è stato un nuotatore russo.

## Carriera
Specializzato nella rana, ai Giochi Olimpici di Atlanta 1996 arrivò terzo sulla distanza dei 200 metri. È morto di cancro a Mosca il 2 maggio 2014 a 40 anni

## Palmarès
- Giochi olimpici

Atlanta 1996: bronzo nei 200m rana.
- Mondiali in vasca corta:

Göteborg 1997: argento nei 200m rana.
- Europei

Sheffield 1993: bronzo nei 200m rana.
Vienna 1995: oro nei 200m rana e nella 4x100m misti.
Siviglia 1997: oro nella 4x100m misti e argento nei 200m rana.